# Barbelo-Gnostiker
Als Barbelo-Gnostiker (lateinisch Gnosticorum Barbelo „Barbelo der Gnostiker“, „Gnostiker-Barbelo“) bezeichnet man Vertreter einer Ausrichtung innerhalb des Gnostizismus. Diese Ausrichtung ist ab dem Beginn des 2. Jahrhunderts nachweisbar und verschmolz die Lehren Valentins mit orientalischem Dualismus und alttestamentlichen, christlichen und apokryphen Motiven.

## Etymologie
Die Etymologie von Barbelo ist ungewiss. Möglicherweise leitet sich der Begriff aus dem Hebräischen von „Barbhe Eloha“ („in der Vier ist Gott“) her, eine andere Erklärung bezieht den Namen auf Baal. Barbelo bezeichnet ein weibliches Äon (Emanation der höchsten Gottheit) des Gnostizismus, das die höchste Stellung besitzt und eine Art Weltenmutter darstellt. 
Der Begriff Barbelo (bzw. Barbeloth, Barthenos, Barbero) kommt bei mehreren gnostischen Gruppierungen vor, so bei den Nikolaiten, Sethianern, Phibioniten, Stratiotikern, Levitikern, Borboriten, Koddianern, Zakchäern und Barbeliten. In apologetischer Absicht wird er bei Irenäus, Epiphanius von Salamis und Theodoret erwähnt.

## Inhaltliche Kennzeichen
In der Barbelo-Gnosis gibt es, wie in allen gnostischen Strömungen, das oberste Göttliche, das unerkennbar und unerreichbar ist, während die Schöpfung durch ein weibliches Prinzip, die Barbelo, verursacht wird. Sie repräsentiert die höchste Gottheit in ihrem weiblichen Aspekt und besitzt viele Aspekte der gnostischen Sophia. Die Barbelo ist weder eine „Person“, noch eine Götterfigur, sondern ein vor-schöpferisches Prinzip der Gottheit und somit Grundlage für alle folgende Schöpfung.
In mehreren der in Nag-Hammadi gefundenen Schriften wird die Barbelo thematisiert:
- Im Apokryphon des Johannes wird sie als erste Macht, perfekte Schönheit der Äonen und Glorie der Offenbarung beschrieben. Dort heißt es weiter: „Dieser ist der erste Gedanke, sein Abbild. Sie wurde der Mutterschoß des Alls, denn sie ist die, die vor ihnen allen ist, der Mutter-Vater, der erste Mensch, der heilige Geist, der dreifach-männliche, der dreifach-kraftvolle, der dreifach-benannte Mannweibliche und der ewige Äon bei den Unsichtbaren und das erste Herauskommen.“[4]
- Auch im Ägypterevangelium[5] wird die Barbelo an mehreren Stellen genannt.
- Die ausführlichste Beschreibung erfährt der Begriff der Barbelo in Die drei Stelen des Seth, hier in der 2. Stele: „Groß ist der erste Äon, (die) männliche, jungfräuliche Barbelo, die erste Herrlichkeit des unsichtbaren Vaters, sie, die genannt wird ‚vollkommen‘. Du (fem.) hast zuerst gesehen, daß der, der wahrhaft zuerst existiert, ohne Wesen ist. Und aus ihm und durch ihn bist du zuerst entstanden in Ewigkeit, die (du) ohne Wesen aus einer ungeteilten dreifachen [Kraft] bist. ...“[6]
- In Zostrianos[7] wird an vielen Stellen auf die Barbelo Bezug genommen.
- Der Brief des Petrus enthält nicht explizit den Begriff „Barbelo“, jedoch stellt Lüdemann in seiner Einleitung zu dieser Schrift einen Bezug her: „es liegt wahrscheinlich ein Gnosistyp zugrunde, welcher der Barbelognosis entspricht.“[8]
- In Melchisedek zweimal, die zweite Stelle in einem Gebet Melchisedeks: „Heilig bist [du], heilig bist [du], [heilig bist du, Mutter der] Äonen, Barbelo, von Ewigkeit zu Ewigkeit, [Amen].“[9]
- Marsanes[10]: mehrere Stellen.
- Allogenes[11]: viele Stellen.
- Schließlich in Die dreigestaltige Protennoia, hier sogar in einer Ich-Form: „Er gab Äonen dem Vater aller Äonen, welcher ich bin, der Gedanke des Vaters, Protennoia, das ist Barbelo, die [vollkommene] Herrlichkeit und der [unmeßbare] Unsichtbare, der verborgen ist. Ich bin das Abbild des unsichtbaren Geistes, und durch mich nahm das All Abbild an; und (ich bin) die Mutter (und auch) das Licht, das sie eingesetzt hat als Jungfrau, die ‚Meirothea‘ genannt wird, der unerreichbare Mutterschoß, der unbegreifbare und unmeßbare Ruf.“[12]

Im Judasevangelium sagt Judas zu Jesus: „… Du kommst aus dem ewigen Reich Barbelos …“
Aus den Nag-Hammadi-Schriften wissen wir heute, dass diesen Gnostikern zufolge der gesamte materielle Daseins-Bereich des Menschen inklusive der getrennten Geschlechtlichkeit und der Sexualität, zusammen mit weiteren Maßnahmen, Versuche Jaldabaoths (des Demiurgen oder Schöpfergotts) darstellen, den Menschen so zu binden, dass dieser ihn (Jaldabaoth) nicht in seinem Denken übersteigen kann und infolgedessen nicht zu seiner ursprünglich angelegten Göttlichkeit aufsteigen kann.
In der Barbelo-Gnosis ist der Mensch durch das Vergessen an die materielle Daseins-Ebene gebunden. Sobald er sich innerlich dem Geist des Lebens zuwendet (welcher niemals verdammt, sondern danach strebt, den Fehler der Sophia, die Schöpfung Jaldabaoths wieder aufzuheben), steht seinem Aufstieg zum Licht nichts mehr entgegen (siehe auch die Erlösung im Johannes-Apokryphon).

## Christliche Polemik
Die orthodox-christliche Polemik unterstellte den Barbelo-Gnostikern diverse Ausschweifungen und Abartigkeiten, u. a. im Panarion des Epiphanius von Salamis.
Solche entwürdigenden Vorwürfe gegenüber Andersdenkenden sucht man in den gnostischen Nag-Hammadi-Schriften hingegen vergebens; in den Schriften, die der Barbelo-Gnosis zuzuordnen sind, wird allenfalls argumentativ oder durch Gegenüberstellung auf alttestamentliche Lehren eingegangen.